# Цзисянь (Линьфэнь)
Цзисянь (кит. упр. 吉县, пиньинь Jí xiàn) — уезд городского округа Линьфэнь провинции Шаньси (КНР).

## История
При империи Цинь здесь был образован уезд Бэйцюй (北屈县). Во времена диктатуры Ван Мана он был переименован в Чжэньбэй (朕北县), но при империи Восточная Хань уезду было возвращено прежнее название. При империи Северная Вэй в 428 году он был расформирован. Позднее здесь был образован уезд Цзинцзюнь (京军县), а в 474 году был создан уезд Динъян (定阳县). В 497 году уезд Цзинцзюнь был переименован в Учэн (五城县).
При империи Северная Чжоу в 561 году из уезда Учэн был выделен уезд Данин (大宁县). При империи Суй в 596 году уезд Учэн был переименован в Вэньчэн (文城县), а в 598 году уезд Динъян — в Цзичан (吉昌县). При империи Тан в 905 году уезд Вэньчэн был переименован в Цюйи (屈邑县), но в эпоху Пяти династий и Десяти царств ему было возвращено название Вэньчэн, а уезд Цзичан был переименован в Цзисян (吉乡县). При империи Сун в 1072 году уезд Вэньчэн был присоединён к уезду Цзисян.
В 1086 году была создана область Цычжоу (慈州), в подчинение которой вошёл уезд Цзисян. При чжурчжэньской империи Цзинь в 1151 году она была переименована в Гэнчжоу (耿州), а в 1190 году — в Цзичжоу (吉州). Во время монгольского правления в 1265 году уезд Цзисян был расформирован, и территория перешла под прямое управление областных структур.
После Синьхайской революции в Китае была проведена реформа структуры административного деления, в ходе которой области были упразднены, а на территории, подчинявшейся до этого расформированной области Цзичжоу, был создан уезд Цзисянь.
В 1949 году был создан Специальный район Линьфэнь (临汾专区), и уезд вошёл в его состав. В 1954 году Специальный район Линьфэнь был объединён со Специальным районом Юньчэн (运城专区) в Специальный район Цзиньнань (晋南专区). В 1958 году уезд Цзисянь был присоединён к уезду Сяннин, но в 1961 году воссоздан. В 1970 году Специальный район Цзиньнань был расформирован, а вместо него образованы Округ Линьфэнь (临汾地区) и Округ Юньчэн (运城地区); уезд вошёл в состав округа Линьфэнь.
В 2000 году постановлением Госсовета КНР округ Линьфэнь был преобразован в городской округ Линьфэнь.

## Административное деление
Уезд делится на 3 посёлка и 5 волостей.